# Neoset
Neoset este o companie producătoare de mobilă din Grecia, înființată în anul 1980.
Compania este prezentă pe piața românească din 1991 în sistem de franciză și deține 4 magazine în București și peste 15 spații de retail în marile județe.